# Commelina attenuata
Commelina attenuata är en himmelsblomsväxtart som beskrevs av K.D.Koenig och Vahl. Commelina attenuata ingår i släktet himmelsblommor, och familjen himmelsblomsväxter. Inga underarter finns listade.